# Il était une fois Beyrouth
Pour plus de détails, voir Fiche technique et Distribution.
Il était une fois Beyrouth, histoire d'une star (Kanya ya ma kan, Beyrouth) est un film libanais, en coproduction franco-allemande, réalisé par Jocelyn Saab, sorti en 1995.

## Synopsis
Yasmine et Leïla ont vingt ans à Beyrouth, dans la ville ravagée du début des années 1990, après la guerre civile. Elles rêvent de retrouver la splendeur de leur ville. Avec sous le bras deux bobines de film, par hasard en leur possession, elles rencontrent Monsieur Farouk, collectionneur de films qui sait tout de sa ville. Le vieux monsieur va leur montrer l'histoire de la ville à partir des images filmées de Beyrouth, trouvées dans des longs métrages, des documentaires ou des reportages, venus d'Europe, du monde arabe ou d'Hollywood, croisant, au passage, Farid El Atrache, Omar Sharif, Brigitte Bardot, espions russes ou américains... En regard de la réalité de la guerre qui a détruit cette mémoire, la projection de ces films (sélectionnés parmi plus de 250) que s’approprient ces deux jeunes filles redonne à la ville un pan de son histoire, et par là aussi un peu d’espoir.

## Fiche technique
- Titre : Il était une fois Beyrouth
- Titre original : Kanya ya ma kan, Beyrouth
- Réalisation : Jocelyn Saab
- Scénario : Jocelyn Saab, Philippe Paringaux et Roland-Pierre Paringaux
- Image : Roby Breidi
- Son : Pierre Donnadieu
- Montage : Dominique Auvray et Isabelle Dedieu
- Décors : Seta Khoubesserian
- Société de production : Balcon Production, Arte, Hessischer Rundfunk
- Pays d'origine :  Liban,  France,  Allemagne,  Argentine
- Format : couleurs - 1,66:1
- Genre :  comédie dramatique et historique
- Durée : 104 minutes
- Date de sortie : avril 1995

## Distribution
- Michele Tyan : Yasmine
- Myrna Maakaron : Leila
- Émile Accar : Monsieur Farouk
- Khaled El Sayed : le chauffeur
- Pascal Faugeras : l'officier
- Ziad Makhoul : le jardinier
- Pierre Chamassian
- Abou El Abed